# Ломба (Лажеш-даш-Флореш)
Ломба (порт. Lomba) — район (фрегезия) в Португалии, входит в округ Азорские острова. Расположен на острове Флореш. Является составной частью муниципалитета Лажеш-даш-Флореш. Население составляет 197 человек на 2001 год. Занимает площадь 10,02 км².
Покровителем района считается Каэтану-де-Тьене (порт. Caetano de Thiene).